# OXTR
OXTR (англ. Oxytocin receptor) – білок, який кодується однойменним геном, розташованим у людей на короткому плечі 3-ї хромосоми.  Довжина поліпептидного ланцюга білка становить 389 амінокислот, а молекулярна маса — 42 772.
| 10         |  | 20         |  | 30         |  | 40         |  | 50         |
| ---------- |  | ---------- |  | ---------- |  | ---------- |  | ---------- |
| MEGALAANWS |  | AEAANASAAP |  | PGAEGNRTAG |  | PPRRNEALAR |  | VEVAVLCLIL |
| LLALSGNACV |  | LLALRTTRQK |  | HSRLFFFMKH |  | LSIADLVVAV |  | FQVLPQLLWD |
| ITFRFYGPDL |  | LCRLVKYLQV |  | VGMFASTYLL |  | LLMSLDRCLA |  | ICQPLRSLRR |
| RTDRLAVLAT |  | WLGCLVASAP |  | QVHIFSLREV |  | ADGVFDCWAV |  | FIQPWGPKAY |
| ITWITLAVYI |  | VPVIVLAACY |  | GLISFKIWQN |  | LRLKTAAAAA |  | AEAPEGAAAG |
| DGGRVALARV |  | SSVKLISKAK |  | IRTVKMTFII |  | VLAFIVCWTP |  | FFFVQMWSVW |
| DANAPKEASA |  | FIIVMLLASL |  | NSCCNPWIYM |  | LFTGHLFHEL |  | VQRFLCCSAS |
| YLKGRRLGET |  | SASKKSNSSS |  | FVLSHRSSSQ |  | RSCSQPSTA  |  |            |

A: Аланін

C: Цистеїн

D: Аспарагінова кислота

E: Глутамінова кислота

F: Фенілаланін

G: Гліцин

H: Гістидин

I: Ізолейцин

K: Лізин

L: Лейцин

M: Метіонін

N: Аспарагін

P: Пролін

Q: Глутамін

R: Аргінін

S: Серин

T: Треонін

V: Валін

W: Триптофан

Кодований геном білок за функціями належить до рецепторів, g-білокспряжених рецепторів, білків внутрішньоклітинного сигналінгу, фосфопротеїнів. 
Задіяний у такому біологічному процесі як поліморфізм. 
Локалізований у клітинній мембрані, мембрані.